# Frea senilis
Frea senilis är en skalbaggsart som först beskrevs av White 1858.  Frea senilis ingår i släktet Frea och familjen långhorningar.
Artens utbredningsområde är Sierra Leone. Inga underarter finns listade i Catalogue of Life.